# Papaipema imperturbata
Papaipema imperturbata là một loài bướm đêm trong họ Noctuidae.